# Zigrasimecia bellator
Zigrasimecia bellator (лат.) — ископаемый вид муравьёв рода Zigrasimecia из подсемейства Zigrasimeciinae. Обнаружен в бирманском янтаре мелового периода (штат Качин, около Мьичина, север Мьянмы, юго-восточная Азия), возрастом около 99 млн лет.

## Этимология
Название вида происходит от латинского слова «Bellator», означающее воина или бойца. В контексте этого муравья оно относится к его боевым способностям, особенно из-за его бронированного лица, что предполагает адаптацию к агрессивным столкновениям.

## Описание
Мелкие ископаемые муравьи (длина тела около 3 мм). Голова перевёрнутой трапециевидной формы спереди. Лобные кили доходят до заднего края глаз. Регулярные и волосовидные щетинки развиты по обеим сторонам наличника. Жвалы хорошо развиты, прямоугольные. Мезосома и брюшко гладкие, без явных щетинок. Мезосома очень компактная. Брюшко длинное, примерно в половину длины тела. Сложные глаза состоят из примерно 200 фасеток; оцеллии отсутствуют. Усики 12-члениковые.